# 濁川インターチェンジ
濁川インターチェンジ（にごりかわインターチェンジ）は、新潟県新潟市北区濁川にある国道7号新新バイパスのインターチェンジ。
同区松浜地区への最寄ICである。

## 歴史
- 1977年（昭和52年）10月24日：海老ヶ瀬IC - 競馬場IC間開通（暫定2車線）[1]
- 1986年（昭和61年）10月20日：海老ヶ瀬IC - 競馬場IC間4車線化[1]

## 接続する道路
- 新潟県道27号新潟安田線
- 新潟県道398号島見濁川線

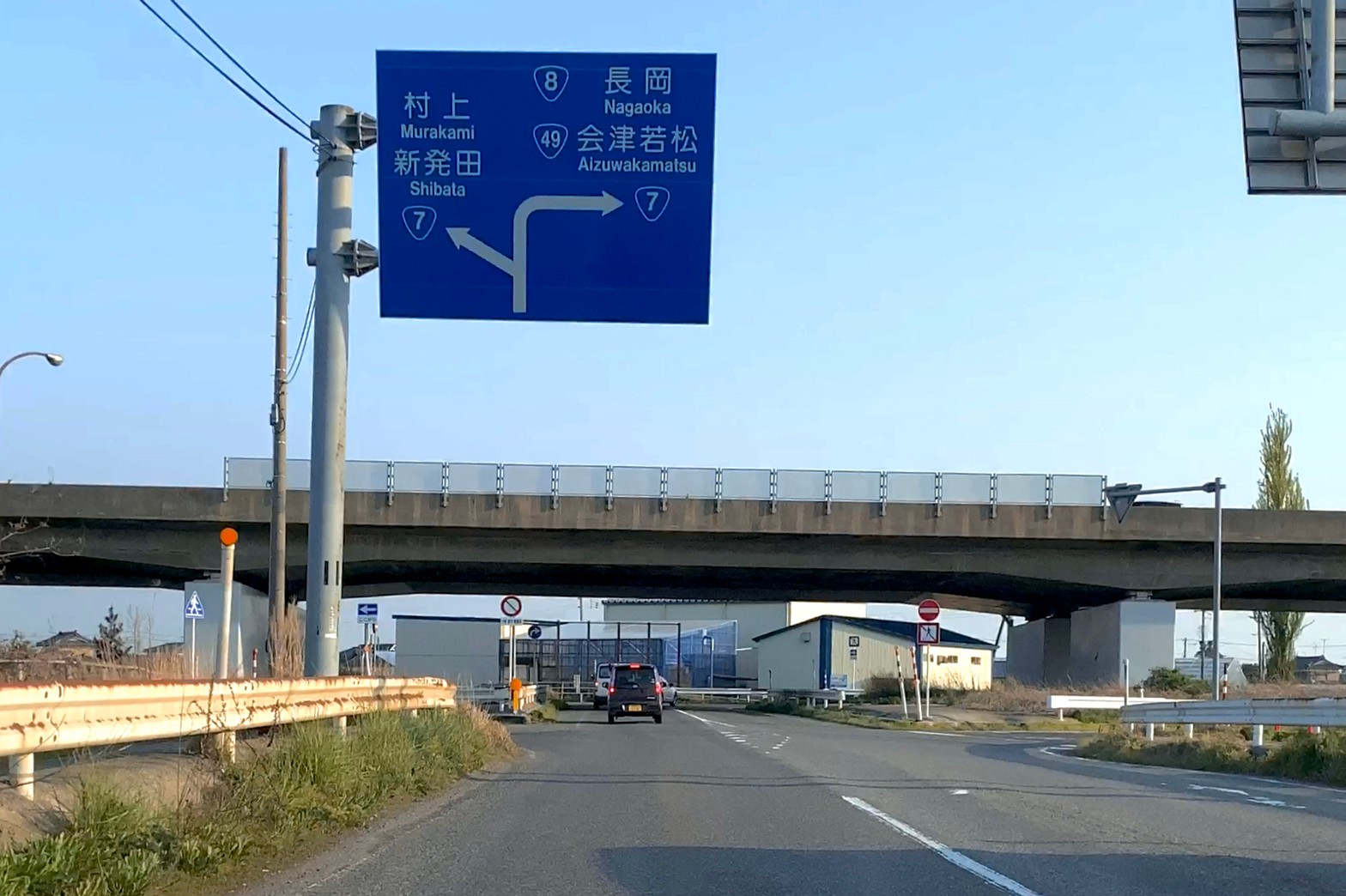
IC入口（2020年4月）

## 隣
国道7号新新バイパス
一日市IC - 濁川IC - 競馬場IC